# Charlotte Emma Moore Sitterly
Charlotte Emma Moore Sitterly (24 setembre 1898 - 3 març 1990) va ser una astrònoma nord-americana coneguda per les seves Taules d'espectres i nivells atòmics d'energia i que l'any 1990 va guanyar la Catherine Wolfe Bruce Gold Medal, medalla que lliura la Astronomical Society of the Pacific com a reconeixement per les contribucions de tota una vida dedicada a l'astronomia.

## Biografia
Charlotte Moore, filla de George W. i Elizabeth Walton Moore, va néixer a Ercildoun, Pennsylvania, un petit poble prop de Coatesville. Els seus pares eren mestres i a més el pare era el Superintendent d'Escoles del Comtat de Chester. Va ser la menor de quatre fills, un noi i tres noies. Va estar sempre molt lligada a la seva germana dos anys més gran que ella. L'interès dels seus pares en l'educació va tenir una forta influència sobre la família i de petits a casa jugaven molt sovint amb jocs educatius. Els seus pares eren quàquers i Charlotte va ser membre tota la vida de Fallowfield Friends Meeting.
Va estudiar la secundària a una escola pública molt bona i després va continuar al Swarthmore College. Al principi es va sentir amb un cert desavantatge, ja que la majoria dels estudiants venien d'escoles privades i també per la seva posició econòmica, però molts dels alumnes que semblaven mirar-la primer amb certa superioritat més tard van esdevenir bons amics seus. Mentre estudiava, per mantenir-se a la Universitat, va fer tutories i moltes substitucions docents en tots els graus tant de primària com secundària. Fins i tot va obtenir un certificat de docència però encara que li agradaven els nens trobava la docència massa pesada. Charlotte havia de fer mans i mànigues per treballar i estudiar alhora però va trobar temps per participar en moltes activitats extracurriculars, va pertànyer als cors (glee club), a l'equip d'hoquei i va ser activa en el govern estudiantil del qual en va ser la tresorera.
Durant els seus dos primers anys a la universitat va cursar una àmplia varietat d'assignatures, assolint una bona educació general, però li mancaven algunes assignatures com física i química, va fer un curs d'astronomia general, però no d'astronomia avançada. Es va graduar de Swarthmore College el 1920 amb una llicenciatura en matemàtiques. Charlotte hagués volgut anar a l'escola de postgrau immediatament després de graduar-se, però no va obtenir cap beca i va haver de posar-se a treballar. El responsable del Departament de matemàtiques era un astrònom, John Miller, sabia que Henry Norris Russell, a Princeton estava buscant un ajudant i la va recomanar, sense que li fessin cap entrevista va començar a treballar com a calculadora humana.
El 30 de maig de 1937 Charlotte es va casar amb l'astrònom Bancroft W. Sitterly (Banny), al que havia conegut quan era una estudiant a Princeton al començament dels anys 20. Durant la 2a Guerra Mundial Banny va treballar al MIT, primer van viure plegats a Cambridge però ella va continuar amb el seu treball a Princeton. Més tard van comprar una casa en un barri tranquil a Washington nord-oest no gaire lluny de la National Bureau of Standards. Encara que ella descriu la casa com massa petita, de fet era com un hotel per als col·legues de visita a Washington. A ell a diferència de Charlotte li agradava molt la docència i va treballar com a professor de Física, però van tenir molts altres interessos en comú com ara música, la jardineria, viatjar, ella pensava que viatjar és un dels aspectes més importants de la vida d'un científic, ja que promou la col·laboració entre els científics, aquests interessos els van compartir fins a la mort de Banny el 1977. Charlotte va exercir com a cap del departament de física de la Universitat Americana durant molts anys i va treballar fins a la seva mort, el 3 de març 1990, per una insuficiència cardíaca quan tenia 91 anys.

## Recerca
Durant la seva estada a Princeton, es va iniciar l'interès de Charlotte Emma Moore per l'astrofísica. Va treballar a l'Observatori de la Universitat de Princeton, on va estar acompanyada per Henry Norris Russell. La seva primera responsabilitat va ser mesurar la posició de la lluna respecte a les estrelles. Russell estava molt interessat en l'evolució estel·lar i abundància estel·lar i Charlotte va treballar en totes dues.
Treballar per Russell era extenuant i la salut de la Charlotte se’n va ressentir. El 1925, va demanar una excedència i amb l'acord de Russell, va passar els propers tres anys al Mont Wilson, on va treballar extensivament en l'espectroscòpia solar, l'anàlisi de les línies espectrals del Sol i la identificació d'aquesta manera dels elements químics en el Sol. Les seves imatges de l'Observatori del Mont Wilson van ajudar torna a determinar la nova escala internacional Angstrom. Va aprofitar l'estada de dos anys de Russell a Europa el 1929-1931 per tornar a la Universitat per a la seva tesi doctoral. Va aconseguir una beca i va obtenir un doctorat en astronomia el 1931 per la Universitat de Califòrnia, Berkeley. Mentre treballava en el seu doctorat, va continuar la investigació d'espectroscòpia recollint i analitzant dades sobre els espectres dels elements químics i molècules. Després de rebre el seu doctorat, va tornar a Princeton com a ajudant de recerca, esdevenint una Investigadora Associada el 1936. Va seguir reunint dades i en va fer una àmplia difusió entre els físics i astrònoms de tot el món.
Al començament de la dècada dels 30 va recollir totes les mesures d'estrella doble que podia localitzar en la literatura i va visitar l'Observatori Lick per obtenir dades encara inèdites. Llavors va recollir totes les posicions de gairebé 2500 estrelles i amb aquestes dades en va estimar els seus períodes. Amb les dades disponibles el 1940 va preparar amb Russell el seu llibre sobre les Masses de les estrelles.
Hi havia una evident sinergia entre Moore i Russell. Mentre que ell volia gran quantitat de dades instantàniament ella insistia a estar segurs que les dades fossin correctes. El treball amb Russell va ser la introducció a la seva recerca de tota la vida: els espectres atòmics i l'espectre solar.
Una de les seves contribucions més importants a la física va ser la seva identificació del tecneci a la llum del sol, el primer exemple de tecneci natural existent. El 1945 es va unir a la llavors National Bureau of Standards (NBS). Les seves taules d'espectres i nivells d'energia atòmica, publicades per la NBS, s'han mantingut durant dècades com referències essencials en l'espectroscòpia. Més tard, encara mentre estava activa, va ser possible llançar instruments de mesura en coets i aleshores va estendre el seu treball a les línies de l'espectre ultraviolat.
El 1949 va esdevenir la primera dona triada com a sòcia de la Royal Astronomical Society de Gran Bretanya, en honor del seu treball en la identificació taques solars. Va assistir a la desena assemblea general de la Unió Astronòmica Internacional a Moscou el 1958 formant part de Comissió Conjunta d'Espectroscòpia.
Charlotte no només va reunir totes les dades que es podien trobar a la literatura sobre espectres atòmics, també va demanar les dades inèdites de les quals ella n'era conscient i quan detectava llacunes buscava i convencia als espectroscopistes per treballar per omplir els buits amb les dades necessàries. Tot i que al llarg de la seva carrera va publicar més de 100 articles científics, és coneguda sobretot pels tres volums de Nivells atòmics d'energia (1949-1958) i les seves taules multiplet.

## Premis i honors
- 1937 - Annie J. Cannon Award Premi que atorga anualment la American Astronomical Society (AAS) a una dona resident als Estats Units que amb la seva tesi doctoral, publicada en els darrers cinc anys, hagi efectuat contribucions rellevants a l'astronomia o bé en altres disciplines però amb aplicació directa a l'astronomia.
- 1972 - William F. Meggers Award. Des de 1970 l'atorga anualment la Optical Society of America com a reconeixement als treballs rellevants en espectroscòpia.
- 1990 - Bruce Medal[1] que atorga cada any la Astronomical Society of the Pacific com a reconeixement a una vida dedicada a l'astronomia, es va lliurar per primera vegada el 1898 i es considera el premi més important en el camp de l'astronomia. (1990)

### Que porten el seu nom
- Asteroid 2110 Moore-Sitterly

## Llibres
- The Masses of the Stars.[5]
- Atomic Energy Levels as Derived from the Analyses of Optical Spectra.[9]
- The Solar Spectrum 2935 Å to 8770 Å : second revision of Rowland's Preliminary table of solar spectrum wavelengths.[10]
- The Solar Spectrum: 6600 Å to 13495 Å.[11]